# Aarschot
Aarschot è una città belga di circa 28 000 abitanti, situata nel Brabante Fiammingo.

## Geografia
Sorge sulle rive del fiume Demer a 40 km da Bruxelles.

## Storia
Fu un ducato della famiglia Croy e del casato di Arenberg, che ancora detengono il titolo di Duca di Aarschot. É il più antico ducato non sovrano dell'attuale Belgio, risalendo al 1533. 
Degna di nota è la chiesa di Notre Dame (costruita fra il 1337 ed il 1574), attribuita a Jacques Piccart. 
Nella prima guerra mondiale (1914) si distinse nella resistenza agli attacchi tedeschi. Conosciuta per la lavorazione del legno, per le industrie tessili, meccaniche e alimentari, Aarschot è inoltre la città natale della band di musica elettronica Front 242.

## Musei
- Museum voor Heemkunde en Folklore